# Scopula griseella
Scopula griseella är en fjärilsart som beskrevs av W. Warren 1907. Scopula griseella ingår i släktet Scopula och familjen mätare. Inga underarter finns listade.